# کاراکولاگاهاتنا
کاراکولاگاهاتنا (به لاتین: Karakolagahatenna) یک منطقهٔ مسکونی در سری‌لانکا است که در استان مرکزی (سری‌لانکا) واقع شده‌است.